# Bernd Sonntag
Bernd Sonntag (* 29. September 1963) ist ein deutscher Tischtennisspieler. Er gewann 1987 die Deutsche Meisterschaft im Doppel.

## Werdegang
Sonntag begann seine Karriere im Verein TTC 1950 Holzwickede. Später schloss er sich dem TTC Grünweiß Bad Hamm an. Als Jugendlicher erzielte er erste Erfolge bei den deutschen Meisterschaften, in denen er von 1979 bis 1981 dreimal in Folge das Endspiel im Jungendoppel erreichte (1979 und 1980 mit Dirk Koss, 1981 mit Frank Kapelle). Zudem wurde er 1981 Zweiter im Mixed mit Annette Schönmann. Bei den internationalen österreichischen Jugendmeisterschaften siegte er mit dem deutschen Team. Im gleichen Jahr nahm er an der Jugend-Europameisterschaft in Topolcany teil.
Mit der Herrenmannschaft von Hamm spielte Sonntag bis 1984 in der Bundesliga, dann wechselte er zur Spvg Steinhagen.
Seine weiteren Vereinsstationen waren
- 1988 – 1989 VfB Lübeck[5]
- 1989 – 1990 TSV Sontheim[6]
- 1990 – 1991 TTC Plaza Altena[7]
- 1991 – ???? Hameln[8]
- ???? – 1998 BTW Bünde (Regionalliga)[9]
- 1998 – 2000 VfB Altena[10]
- 2000 – 2010 TTC 1950 Holzwickede (Verbandsliga)[2]
- 2010 – 2011 Germania Lenkerbeck (Oberliga)[11]

Mit Altena wurde er in der Saison 1991/92 Meister in der Zweiten Bundesliga und stieg in die 1. BL auf. Seinen größten Erfolg erzielte Sonntag bei den Nationalen Deutschen Meisterschaften 1987 in Berlin. Hier wurde er zusammen mit Carsten Matthias deutscher Meister im Doppel vor Wilfried Lieck/Manfred Nieswand. 
2000 beendete er seine Karriere als Leistungssportler und kehrte zu seinem Heimatverein TTC 1950 Holzwickede in die Verbandsliga zurück.
Bei den Deutschen Meisterschaften der Senioren Ü40 siegte er 2004 im Einzel und 2005 im Mixed mit Maria Beltermann.